# 狭き門より入れ
狭き門より入れ（せまきもんよりはいれ）は、新約聖書からのことわざ。

## 概要
人間というのは安易で楽な方法を選ぶよりも、難儀な方法を選んだ方が立派な人物に育つということを意味する。自分にとって本当に価値のある成果を得たいならば、あえて困難な道を歩んでいくべきであるということである。

## 由来
このことわざは『マタイによる福音書』第7章が由来であり、ここで狭き門より入れと述べられている。狭き門とは「命に至る門」であり、幅は狭く道は細くて、それを見出す者は少ないとされている。対して「滅びに至る門」は大きくて幅が広く、そこから入っていく人が多いとされている。このことが伝えているのは、神の救いを得るためにはそれ相応の努力をしなければならないということである。